# Trona (California)
Trona es un lugar designado por el censo ubicado en el condado de Inyo en el estado estadounidense de California. En el año 2010 tenía una población de 18 habitantes.

## Geografía
Trona se encuentra ubicado en las coordenadas 35°48′57.46″N 117°20′50.59″O / 35.8159611, -117.3473861.